# Third Division 2000-2001
La Football League Third Division 2000-2001, conosciuta anche con il nome di Nationwide Third Division per motivi di sponsorizzazione, è stato il 43º campionato inglese di calcio di quarta divisione, nonché il 9º con la denominazione di Third Division. 
La stagione regolare ha avuto inizio il 12 agosto 2000 e si è conclusa il 5 maggio 2001, mentre i play off si sono svolti tra il 13 ed il 26 maggio 2001. Ad aggiudicarsi il titolo è stato il Brighton & Hove Albion, al secondo titolo di categoria dopo quello ottenuto nel 1964-65. Le altre tre promozioni in Football League Second Division sono state invece conseguite dal Cardiff City (2º classificato), dal Chesterfield (3º classificato) e dal Blackpool (vincitore dei play off). 
Capocannoniere del torneo è stato Bobby Zamora (Brighton & Hove Albion) con 28 reti.

## Stagione

### Novità
Al termine della stagione precedente, insieme ai campioni di lega dello Swansea City, salirono direttamente in Football League Second Division anche il Rotherham United (2º classificato) ed il Northampton Town (3º classificato). Mentre il Peterborough United, 5º classificato, raggiunse la promozione attraverso i play-off. Il Chester City, che chiuse all'ultimo posto, non riuscì invece a mantenere la categoria e retrocesse in Conference League, abbandonando dopo sessantotto anni la Football League.
Queste cinque squadre furono rimpiazzate dalle quattro retrocesse dalla Football League Second Division: Cardiff City, Blackpool, Scunthorpe United e Chesterfield e dalla neopromossa proveniente dalla Conference League: Kidderminster Harriers (al debutto nel calcio professionistico inglese).

### Formula
Le prime tre classificate venivano promosse direttamente in Football League Second Division, insieme alla vincente dei play off a cui partecipavano le squadre giunte dal 4º al 7º posto. Mentre l'ultima classificata retrocedeva in Conference League.

## Squadre partecipanti
| Squadra                | Città                | Stadio             | Stagione precedente                                      |
| ---------------------- | -------------------- | ------------------ | -------------------------------------------------------- |
| Barnet                 | Londra (High Barnet) | Underhill Stadium  | 6º posto in Football League Third Division               |
| Blackpool              | Blackpool            | Bloomfield Road    | 22º posto in Football League Second Division, retrocesso |
| Brighton & Hove Albion | Brighton             | Withdean Stadium   | 11º posto in Football League Third Division              |
| Carlisle United        | Carlisle             | Brunton Park       | 23º posto in Football League Third Division              |
| Cardiff City           | Cardiff              | Ninian Park        | 21º posto in Football League Second Division, retrocesso |
| Cheltenham Town        | Cheltenham           | Whaddon Road       | 8º posto in Football League Third Division               |
| Chesterfield           | Chesterfield         | Saltergate         | 24º posto in Football League Second Division, retrocesso |
| Darlington             | Darlington           | Feethams Ground    | 4º posto in Football League Third Division               |
| Exeter City            | Exeter               | St James Park      | 21º posto in Football League Third Division              |
| Halifax Town           | Halifax              | The Shay           | 18º posto in Football League Third Division              |
| Hartlepool Utd         | Hartlepool           | Victoria Park      | 7º posto in Football League Third Division               |
| Hull City              | Kingston upon Hull   | Boothferry Park    | 14º posto in Football League Third Division              |
| Kidderminster Harriers | Kidderminster        | Aggborough Stadium | 1º posto in Conference League, promosso                  |
| Leyton Orient          | Londra (Leyton)      | Brisbane Road      | 19º posto in Football League Third Division              |
| Lincoln City           | Lincoln              | Sincil Bank        | 15º posto in Football League Third Division              |
| Macclesfield Town      | Macclesfield         | Moss Rose          | 13º posto in Football League Third Division              |
| Mansfield Town         | Mansfield            | Field Mill         | 17º posto in Football League Third Division              |
| Plymouth Argyle        | Plymouth             | Home Park          | 12º posto in Football League Third Division              |
| Rochdale               | Rochdale             | Spotland Stadium   | 10º posto in Football League Third Division              |
| Scunthorpe United      | Scunthorpe           | Glanford Park      | 23º posto in Football League Second Division, retrocesso |
| Shrewsbury Town        | Shrewsbury           | Gay Meadow         | 22º posto in Football League Third Division              |
| Southend United        | Southend on Sea      | Roots Hall         | 16º posto in Football League Third Division              |
| Torquay United         | Torquay              | Plainmoor          | 9º posto in Football League Third Division               |
| York City              | York                 | Bootham Crescent   | 20º posto in Football League Third Division              |

## Classifica finale
|  | Pos. | Squadra           | Pt | G  | V  | N  | P  | GF | GS | DR  |
|  | ---- | ----------------- | -- | -- | -- | -- | -- | -- | -- | --- |
|  | 1    | Brighton          | 92 | 46 | 28 | 8  | 10 | 73 | 35 | +23 |
|  | 2    | Cardiff City      | 82 | 46 | 23 | 13 | 10 | 95 | 58 | +37 |
|  | 3    | Chesterfield (-9) | 80 | 46 | 25 | 14 | 7  | 79 | 42 | +37 |
|  | 4    | Hartlepool Utd    | 77 | 46 | 21 | 14 | 11 | 71 | 54 | +17 |
|  | 5    | Leyton Orient     | 75 | 46 | 20 | 15 | 11 | 59 | 51 | +8  |
|  | 6    | Hull City         | 74 | 46 | 19 | 17 | 10 | 47 | 39 | +8  |
|  | 7    | Blackpool         | 72 | 46 | 22 | 6  | 18 | 74 | 58 | +16 |
|  | 8    | Rochdale          | 71 | 46 | 18 | 17 | 11 | 59 | 48 | +11 |
|  | 9    | Cheltenham Town   | 68 | 46 | 18 | 14 | 14 | 59 | 52 | +7  |
|  | 10   | Scunthorpe Utd    | 65 | 46 | 18 | 11 | 17 | 62 | 52 | +10 |
|  | 11   | Southend Utd      | 63 | 46 | 15 | 18 | 13 | 55 | 53 | +2  |
|  | 12   | Plymouth          | 58 | 46 | 15 | 13 | 18 | 54 | 61 | –7  |
|  | 13   | Mansfield Town    | 58 | 46 | 15 | 13 | 18 | 64 | 72 | –8  |
|  | 14   | Macclesfield Town | 56 | 46 | 14 | 14 | 18 | 51 | 62 | –11 |
|  | 15   | Shrewsbury Town   | 55 | 46 | 15 | 10 | 21 | 49 | 65 | –16 |
|  | 16   | Kidderminster     | 53 | 46 | 13 | 14 | 19 | 47 | 61 | –14 |
|  | 17   | York City         | 52 | 46 | 13 | 13 | 20 | 42 | 63 | –21 |
|  | 18   | Lincoln City      | 51 | 46 | 12 | 15 | 19 | 58 | 66 | –8  |
|  | 19   | Exeter City       | 50 | 46 | 12 | 14 | 20 | 40 | 58 | –18 |
|  | 20   | Darlington        | 49 | 46 | 12 | 13 | 21 | 44 | 56 | –12 |
|  | 21   | Torquay Utd       | 49 | 46 | 12 | 13 | 21 | 52 | 77 | –25 |
|  | 22   | Carlisle Utd      | 48 | 46 | 11 | 15 | 20 | 42 | 65 | –23 |
|  | 23   | Halifax Town      | 47 | 46 | 12 | 11 | 23 | 54 | 68 | –14 |
|  | 24   | Barnet            | 45 | 46 | 12 | 9  | 25 | 67 | 81 | –14 |

Legenda:
      Promosso in Football League Second Division 2001-2002.
  Ammesso ai play-off.
      Retrocesso in Conference League 2001-2002.
Regolamento:
Tre punti a vittoria, uno a pareggio, zero a sconfitta.
In caso di arrivo di due o più squadre a pari punti, la graduatoria verrà stilata secondo i seguenti criteri:
- differenza reti
- maggior numero di gol segnati

Note:

Il Chesterfield è stato sanzionato con 9 punti di penalizzazione per irregolarità finanziarie.

## Spareggi

### Play-off

#### Tabellone
|  | Semifinali | Semifinali     | Semifinali | Semifinali | Semifinali |  |  | Finale        | Finale        | Finale |  |
|  |            |                |            |            |            |  |  |               |               |        |  |
|  | 7          | Blackpool      | 2          | 3          | 5          |  |  |               |               |        |  |
|  | 4          | Hartlepool Utd | 0          | 1          | 1          |  |  | Blackpool     | Blackpool     | 4      |  |
|  | 6          | Hull City      | 1          | 0          | 1          |  |  | Leyton Orient | Leyton Orient | 2      |  |
|  | 5          | Leyton Orient  | 0          | 2          | 2          |  |  |               |               |        |  |

#### Semifinali
|                   | Risultati |                   | Luogo e data                       |
| ----------------- | --------- | ----------------- | ---------------------------------- |
| Blackpool         | 2-0       | Hartlepool United | Blackpool, 13 maggio 2001          |
| Hartlepool United | 1-3       | Blackpool         | Hartlepool, 16 maggio 2001         |
|                   |           |                   |                                    |
| Hull City         | 1-0       | Leyton Orient     | Kingston upon Hull, 13 maggio 2001 |
| Leyton Orient     | 2-0       | Hull City         | Londra, 16 maggio 2001             |
|                   |           |                   |                                    |

#### Finale
|               | Risultati |           | Luogo e data                                 |
| ------------- | --------- | --------- | -------------------------------------------- |
| Leyton Orient | 2-4       | Blackpool | Cardiff (Millennium Stadium), 26 maggio 2001 |
|               |           |           |                                              |